# Charles Eley
Charles Ryves Maxwell Eley (* 16. September 1902 in Samford, Suffolk; † 15. Januar 1983 in East Bergholt) war ein britischer Ruderer. 
Charles Eley hatte schon in Eton mit James MacNabb, Robert Morrison und Terence Sanders zusammen gerudert. Der Vierer ohne Steuermann blieb auch zusammen, als die vier ans Trinity College nach Cambridge wechselten. Die vier Ruderer gewannen von 1922 bis 1924 dreimal bei der Henley Royal Regatta und blieben drei Jahre unbesiegt. Eley und MacNabb siegten 1924 in Henley auch im Zweier ohne Steuermann, nachdem sie zuvor bereits beim Boat Race 1924 mit der Crew von Cambridge gegen Oxford gewonnen hatten. Bei den Olympischen Spielen 1924 erreichten alle vier gemeldeten Boote das Finale im Vierer ohne Steuermann, die vier Briten siegten mit vier Sekunden Vorsprung vor den Kanadiern und den Schweizern.
Eley arbeitete nach Abschluss seines Studiums für den britischen Chemiekonzern ICI. Nach seiner Pensionierung kehrte er nach Suffolk zurück und baute das Anwesen seiner Eltern zu einem der bedeutendsten privaten Gärten Englands aus.